# Kanton Cahors-2
Der Kanton Cahors-2 ist seit 2015 ein französischer Wahlkreis im Arrondissement Cahors im Département Lot in der Region Okzitanien; sein Hauptort ist Cahors. 

## Gemeinden
Der Kanton besteht aus vier Gemeinden und Gemeindeteilen mit insgesamt 9075 Einwohnern (Stand: 1. Januar 2022) auf einer Gesamtfläche von 94,52 km²:
| Gemeinde           | Einwohner 1. Januar 2022 | Fläche km² | Dichte Einw./km² | Code INSEE | Postleitzahl |
| ------------------ | ------------------------ | ---------- | ---------------- | ---------- | ------------ |
| Arcambal           | 1.000                    | 23,11      | 43               | 46007      | 46090        |
| Bellefont-La Rauze | 1.188                    | 38,22      | 31               | 46156      | 46090        |
| Cahors             | 6.171                    | 22,61      | 273              | 46042      | 46000        |
| Lamagdelaine       | 716                      | 10,58      | 68               | 46149      | 46090        |
| Kanton Cahors-2    | 9.075                    | 94,52      | 96               | 4602       | –            |

1. ↑   Nur der nordöstliche Teil der Gemeinde, der Rest verteilt sich auf die Kantone Cahors-1 und Cahors-3.

## Veränderungen im Gemeindebestand seit der landesweiten Neuordnung der Kantone
2017, 1. Januar: Fusion Cours, Laroque-des-Arcs und Valroufié → Bellefont-La Rauze